# Patinação artística nos Jogos Asiáticos de Inverno
A patinação artística é disputada nos Jogos Asiáticos de Inverno desde a primeira edição dos Jogos Asiáticos de Inverno em 1986, em Sapporo, fazendo parte em todas edições, exceto em 1990. Fazem parte do programa quatro eventos: individual masculino, individual feminino, duplas e dança no gelo.

## Eventos
| Evento               | 86 | 90 | 96 | 99 | 03 | 07 | 11 | 17 |
| -------------------- | -- | -- | -- | -- | -- | -- | -- | -- |
| Individual masculino | •  | —  | •  | •  | •  | •  | •  | •  |
| Individual feminino  | •  | —  | •  | •  | •  | •  | •  | •  |
| Duplas               | •  | —  | •  | •  | •  | •  | •  | •  |
| Dança no gelo        | •  | —  | •  | •  | •  | •  | •  | •  |

## Lista de medalhistas

### Individual masculino
| Evento                    | Ouro                    | Prata                          | Bronze                   | Ref.  |
| Sapporo 1986              | Makoto Kano · Japão     | Zhang Shubin · China           | Xu Zhaoxiao · China      | [ 1 ] |
| Harbin 1996               | Guo Zhengxin · China    | Zhang Min · China              | Li Xia · China           | [ 2 ] |
| Gangwon 1999 (detalhes)   | Li Chengjiang · China   | Roman Skorniakov · Uzbequistão | Guo Zhengxin · China     | [ 3 ] |
| Aomori 2003 (detalhes)    | Takeshi Honda · Japão   | Li Chengjiang · China          | Zhang Min · China        | [ 4 ] |
| Changchun 2007 (detalhes) | Xu Ming · China         | Li Chengjiang · China          | Kensuke Nakaniwa · Japão | [ 5 ] |
| Astana 2011 (detalhes)    | Denis Ten · Cazaquistão | Takahito Mura · Japão          | Song Nan · China         | [ 6 ] |
| Sapporo 2017 (detalhes)   | Shoma Uno · Japão       | Jin Boyang · China             | Yan Han · China          | [ 7 ] |

### Individual feminino
| Evento                    | Ouro                           | Prata                          | Bronze                             | Ref.  |
| Sapporo 1986              | Juri Ozawa · Japão             | Masako Kato · Japão            | Fu Caishu · China                  | [ 1 ] |
| Harbin 1996               | Chen Lu · China                | Tatiana Malinina · Uzbequistão | Fumie Suguri · Japão               | [ 2 ] |
| Gangwon 1999 (detalhes)   | Tatiana Malinina · Uzbequistão | Shizuka Arakawa · Japão        | Fumie Suguri · Japão               | [ 3 ] |
| Aomori 2003 (detalhes)    | Shizuka Arakawa · Japão        | Fumie Suguri · Japão           | Yukari Nakano · Japão              | [ 4 ] |
| Changchun 2007 (detalhes) | Yukari Nakano · Japão          | Fumie Suguri · Japão           | Xu Binshu · China                  | [ 5 ] |
| Astana 2011 (detalhes)    | Kanako Murakami · Japão        | Haruka Imai · Japão            | Kwak Min-jeong · Coreia do Sul     | [ 6 ] |
| Sapporo 2017 (detalhes)   | Choi Da-bin · Coreia do Sul    | Li Zijun · China               | Elizabet Tursynbaeva · Cazaquistão | [ 7 ] |

### Duplas
| Evento                    | Ouro                                      | Prata                                            | Bronze                                                                       | Ref.  |
| Sapporo 1986              | Nam Hye-yong · Kim Hyok · Coreia do Norte | Sun Jihong · Fan Jun · China                     | Sun Dan · Shang Zhenyuan · China                                             | [ 1 ] |
| Harbin 1996               | Shen Xue · Zhao Hongbo · China            | Marina Khalturina · Andrey Kryukov · Cazaquistão | Sun Bao · Liu Bingyang · China                                               | [ 2 ] |
| Gangwon 1999 (detalhes)   | Shen Xue · Zhao Hongbo · China            | Marina Khalturina · Andrey Kryukov · Cazaquistão | Natalia Ponomareva · Evgeni Sviridov · Uzbequistão                           | [ 3 ] |
| Aomori 2003 (detalhes)    | Shen Xue · Zhao Hongbo · China            | Pang Qing · Tong Jian · China                    | Marina Aganina · Artem Knyazev · Uzbequistão                                 | [ 4 ] |
| Changchun 2007 (detalhes) | Shen Xue · Zhao Hongbo · China            | Pang Qing · Tong Jian · China                    | Li Jiaqi · Xu Jiankun · China · Marina Aganina · Artem Knyazev · Uzbequistão | [ 5 ] |
| Astana 2011 (detalhes)    | Pang Qing · Tong Jian · China             | Sui Wenjing · Han Cong · China                   | Ri Ji-hyang · Thae Won-hyok · Coreia do Norte                                | [ 6 ] |
| Sapporo 2017 (detalhes)   | Yu Xiaoyu · Zhang Hao · China             | Peng Cheng · Jin Yang · China                    | Ryom Tae-ok · Kim Ju-sik · Coreia do Norte                                   | [ 7 ] |

### Dança no gelo
| Evento                    | Ouro                                                     | Prata                                  | Bronze                                       | Ref.  |
| Sapporo 1986              | Liu Luyang · Zhao Xiaolei · China                        | Junko Ito · Hiroaki Tokita · Japão     | Kaoru Takino · Kenji Takino · Japão          | [ 1 ] |
| Harbin 1996               | Elizaveta Stekolnikova · Dmitriy Kazarlyga · Cazaquistão | Aya Kawai · Hiroshi Tanaka · Japão     | Zhang Weina · Cao Xianming · China           | [ 2 ] |
| Gangwon 1999 (detalhes)   | Wang Rui · Zhang Wei · China                             | Rie Arikawa · Kenji Miyamoto · Japão   | Yang Tae-hwa · Lee Chuen-gun · Coreia do Sul | [ 3 ] |
| Aomori 2003 (detalhes)    | Zhang Weina · Cao Xianming · China                       | Nozomi Watanabe · Akiyuki Kido · Japão | Rie Arikawa · Kenji Miyamoto · Japão         | [ 4 ] |
| Changchun 2007 (detalhes) | Nozomi Watanabe · Akiyuki Kido · Japão                   | Huang Xintong · Zheng Xun · China      | Yu Xiaoyang · Wang Chen · China              | [ 5 ] |
| Astana 2011 (detalhes)    | Huang Xintong · Zheng Xun · China                        | Cathy Reed · Chris Reed · Japão        | Yu Xiaoyang · Wang Chen · China              | [ 6 ] |
| Sapporo 2017 (detalhes)   | Wang Shiyue · Liu Xinyu · China                          | Kana Muramoto · Chris Reed · Japão     | Zhao Yan · Chen Hong · China                 | [ 7 ] |